# Batak, Bulgaria
Batak (în bulgară Батак) este un oraș în partea sudică a Bulgariei. Aparține de  Obștina Batak, Regiunea Pazargik.

## Demografie
Componența etnică a orașului Batak
     Bulgari (92,06%)
     Romi (2,68%)
     Nicio identificare (4,89%)
     Altele (0,35%)
La recensământul din 2011, populația orașului Batak era de 3.353 locuitori. Din punct de vedere etnic, majoritatea locuitorilor (92,06%) erau bulgari, cu o minoritate de romi (2,68%). Pentru 4,89% din locuitori nu este cunoscută apartenența etnică.